# Герцык, Мирослав Степанович
Миросла́в Степа́нович Герцык (6 декабря 1935, Болехов, Станиславовское воеводство, Польша — 24 сентября 2024, Львов, Украина) — советский и украинский тренер по гребле, организатор физкультурно-спортивного движения, почётный ректор Львовского государственного университета физической культуры, член-корреспондент Украинской академии наук, отличник образования Украины.

## Биография
В 1957 году с отличием окончил Львовский государственный институт физической культуры. Один из лучших гребцов УССР 1960-х годов. Чемпион СССР (1962), неоднократный чемпион УССР (1959—1963). Мастер спорта СССР по гребле на байдарках и каноэ.
Работал тренером во львовском спортивном обществе «Спартак», где преподавал новый для Львова вид спорта — греблю. Тренер сборных команд УССР и СССР (1964—1984). Основатель львовской школы гребли. Воспитал 9 мастеров спорта международного класса, 48 мастеров спорта, среди них чемпионы Украины, СССР, Европы, мира, из которых самые титулованные — Василий Берёза, Роман Вишенко, Иван Ковальчук, Павел Редько, Роман Карбивник, Иван Хрущак, Валентина Примак, Сильвестр Дмитрив, Роман Нагорный, Богдан Мороз. 12 его учеников стали заслуженными тренерами Украины и СССР.
В 1963—1969 годах работал председателем Львовского городского комитета по физической культуре и спорту, в 1990—1992 годах — председателем Львовского областного спортивного комитета, где по его инициативе были введены и апробированы новые формы организации физкультурно-спортивного движения.
В 1990 году был одним из организаторов создания Украинской спортивной ассоциации на Львовщине. Был одним из инициаторов и основателей, а затем вице-президентом Национального олимпийского комитета Украины (1990—1999). Участник международной эстафеты олимпийского огня (Киев, 2004). В 1992—2006 годах — ректор Львовского государственного университета физической культуры. Автор более 30 научных работ по проблемам физического воспитания и спорта, автор учебника «Введение в специальности отрасли физической культуры и спорта», соавтор издания «Золотые страницы олимпийского спорта Украины». С 1997 года возглавлял гуманитарную секцию отделения физической культуры Украинской академии наук, член Львовского областного общества «Просвита».  Награждён орденом «За заслуги» III степени (2005), медалью «Строитель Украины» Всеукраинского общества «Просвита» (2001). 19 августа 2011 года получил юбилейную медаль «20 лет независимости Украины».
Скончался 24 сентября 2024 года на 88-м году жизни во Львове.

## Труды
- Вступ до спеціальностей галузі «Фізичне виховання і спорт»: Підручник Харків: ОВС, 2005. — 240 с. (в соавт.)
- Вступ до спеціальностей галузі «Фізичне виховання і спорт»: Програма навчальної дисципліни для вищих закладів освіти. Л., 2001. — 48 с.
- Особливості української спортивної термінолексики в середовищі української західної діаспори // Тези доповідей 3-ї Міжнародної наукової конференції «Проблеми української науково-технічної термінології» — Львів, 1994. — С.172—173. (в соавт.)
- Роль спортивно-гімнастичного руху в процесах національного виховання в Західній Україні на початку XX століття. // Актуальні проблеми національного виховання студентської молоді: Матеріали регіональної науково-методичної конференції 22—23 грудня 1994 р. — Івано-Франківськ, 1995. — С.55—56. (в соавт.)
- Українська інтелігенція та проблеми національної фізичної культури // Тези міжнародної наукової конференції «Національна еліта та інтелектуальний потенціал України» (18—20 квітня 1996 р.). — Львів, 1996. — С.98—99. (в соавт.)
- Традиції національної фізичної культури та українська еліта. // Матеріали Всеукраїнської наукової конференції, присвяченої 40-річчю факультету фізичного виховання ТДПІ «Оптимізація процесу фізичного виховання в системі освіти» 30—31 травня 1997 р. — Київ; Тернопіль, 1997. — С. 3—4. (в соавт.)
- До питання понятійного тлумачення спеціалізованих термінів в освітньо-професійній сфері фізичної реабілітації // Фізичне виховання, спорт і культура здоров’я в сучасному суспільстві: Збірник наукових праць Волинського державного університету імені Лесі Українки: Луцьк, 2005. — С. 13—15.